# Godelieve van Heteren
Godelieve Maria van Heteren (Utrecht, 19 november 1958), is expert op het gebied van planetary health, gezondheidssysteemveranderingen en governance. Ze was namens de Partij van de Arbeid van 2002 tot 2006 lid van de Tweede Kamer.
Godelieve van Heteren studeerde geneeskunde aan de Rijksuniversiteit Leiden en deed in 1983 artsexamen. Ze werkte onder meer als onderzoeker Europese gezondheidszorgsystemen aan het Wellcome Institute in Londen en als universitair docent aan de Katholieke Universiteit Nijmegen.

## Politieke carrière
Op 17 oktober 2002 kwam Van Heteren in de Tweede Kamer. Bij de Tweede Kamerverkiezingen 2003 werd ze herkozen. Van Heteren hield zich in het parlement vooral bezig met volksgezondheid (patiëntenwetgeving, kwaliteit van zorg, zorgstelsel, medische ethiek), en met biotechnologie en innovatie, rampenbeleid en terreur. Zij was tevens voorzitter van de parlementaire vaste Kamercommissie voor Europese Zaken.
Van Heteren steunde op 2 februari 2006 als enige van de PvdA-fractie een motie van D66'er Boris Dittrich, die zich uitsprak tegen het sturen van Nederlandse militairen naar de Afghaanse provincie Uruzgan. Eerder behoorde ze tot een minderheid in haar fractie die zich in 2004 uitsprak tegen verlenging van de Nederlandse militaire aanwezigheid in Irak. Bij de Tweede Kamerverkiezingen 2006 verliet ze het parlement.

## Carrière buiten de politiek
Zij was directeur van Cordaid tot 2009, en directeur van het Rotterdam Global Health Initiative (RGHI) van de Erasmus Universiteit van 2009 - 2016, werkte van 2016 - 2021 als internationaal senior consultant voor het WHO Health Systems Governance Collaborative en werkt sedert 2011 ook als internationale gezondheid-, governance en PBF-expert voor overheden (ruim 30 landen) en multilaterale instellingen als de Wereldbank, USAID, The Global Fund, UNICEF.
Hiernaast runt ze haar collectief Europa Arena, met projecten in Europa en internationaal, zoals Sharing Europe (2018) en in The Possible Futures of Europe (2022), vaak op het terrein van actuele sociale transities, global health en nieuwe translokale politiek. Ze bekleedt diverse bestuursfuncties zoals het voorzitterschap van het Commons Netwerk. Ze is lid van de Planetary Health Accelerator Hub.
- Bibliothèque nationale de France: cb14475825m (data)
- International Standard Name Identifier: 0000 0000 5058 5757
- Library of Congress Control Number: nr91016422
- Nederlandse Thesaurus van Auteursnamen: 074596535
- Parlement.com: vge7dtplbuz6
- Système universitaire de documentation: 069420254
- Virtual International Authority File: 10075141
- WorldCat: E39PBJwHhDKwVdfFpfCF7gjV4q